# Fajar Baru (Ketahun)
Fajar Baru is een bestuurslaag in het regentschap Bengkulu Utara van de provincie Bengkulu, Indonesië. Fajar Baru telt 2415 inwoners (volkstelling 2010).